# Frente Nacional Siciliano
El Frente Nacional Siciliano - Sicilia Independiente (en siciliano: Frunti Nazziunali Sicilianu - "Sicilia Ndipinnenti") es un movimiento-partido político independentista y separatista demócrata. Fundado, de hecho, en el 1964 es activo en Sicilia y en las Comunidades Sicilianas de la Diáspora. Entre sus objetivos hay aquel de la independencia cultural, económica y política del Pueblo siciliano, de la Nación Siciliana. Entre los objetivos del FNS hay, como es posible leer en el estatuto del partido, el renacimiento, el adelanto social, el crecimiento democrático, el desarrollo económico y cultural del Pueblo Siciliano, la Independencia de Sicilia.
El  Frente Nacional Siciliano - "Sicilia Independiente" nace, nota, en el 1964 después del consunción y el incesante retroceso de lo que fue el viejo glorioso MIS, Movimiento por la independencia de Sicilia ( aquel verdadero)de los años '40 del siglo pasado. Fue entonces que la "nueva generación" de independentistas se pusieron la necesidad de superar los límites, organizativos y políticos, de un inmovilismo estéril y contraproducente. A esta toma de conciencia sobre los límites del MIS siguió un intenso período de encuentros, comparaciones y choques. Aquellos "jóvenes" pensaron a largo a cosa hacer. Por fin, se decidieron a dar vida a una formación política a las exigencias de la Nación Siciliana y que impidiera, con su presencia activa, la "prescripción" del espíritu y las instancias independentistas que caracterizaron por milenios la historia del Pueblo Siciliano. El tiempo llegó, por el independentismo siciliano de ir definitivamente más allá de.
El nuevo partido nació, en Sicilia, en ello confluyó por primera el LGS, Liga Joven Sicilia, organización juvenil que se volvió a llamar, en la sigla y en los ideales, a la antigua Liga Juvenil Separatista. Por cuánto concierne la palabra "nacional" es oportuno subrayar que con tal adjetivo se confirmó y se confirma el reconocimiento de la identidad nacional del Pueblo siciliano. Enseguido el Frente Nacional Siciliano - "Sicilia Independiente" se afirmó como demócrata fuerza y progresiva del Pueblo Siciliano.
Bastaría con releer los documentos de aquellos años, las intervenciones del primero secretario del FNS, el abogado Nino Scalisi,  él, para comprender cuál novedad el nacimiento del FNS representó en los años Sesenta del siglo pasado. Y cuál papel arrastrante revistiera. Fueron los años del más desenfrenado centralismo. Los años de la especulación, de las connivencias de la política con la mafia, del "lavado" del cerebro a los sicilianos y del rechazo de los valores del sicilianità también de parte de las instituciones que los habrían debido tutelar.
El FNS siempre ha estado en primera línea y no ha renunciado nunca, tampoco en los momentos más tristes, a representar las razones del Pueblo siciliano, de la Nación siciliana. In breve tempo anche coloro che, loro malgrado, erano stati educati a diffidare del separatismo vecchia maniera, trovarono modo di apprezzare e condividere l'impegno e la posizione socialmente orientata e moderna dell'indipendentismo dell'FNS.
Debe ser subrayado que, por décadas, el FNS ha sido el único partido separatista, independentista y sicilianista, especie en los períodos oscuros, en cuyo más agudo ha sido el rechazo del sicilianità en política.   Después Nino Scalisi  él, asumió el liderato del partido un brillante intelectual, Orio Poerio, prematuramente difunto, y luego después de él otros secretarios militantes que desarrollaron honorablemente su mandato a pesar de no fueran faltados nunca las dificultades. Actualmente el secretario (sikritariu) del Frente Nacional Siciliano - "Sicilia Independiente" - Frunti Nazziunali Sicilianu "Sicilia Ndipinnenti" es Giuseppe Scianò, confirmado actual del XII° Congreso Nacional, mientras el prof. Corrado Mirto, es de ello el presidente.
En el  Frente Nacional Siciliano - "Sicilia Independiente" son representadas y encuentran expresión un amplio arco de posiciones políticas separatistas e independentistas que van de posiciones liberales a posiciones a católicas demócratas hasta la izquierda. Son excluidas ideologías de ello y las posiciones sectarias extremista sea de derecha que de izquierda. En el ámbito de la lucha por la defensa y el relance de la lengua y la cultura siciliana se ha creído útil un mayor empleo de la lengua siciliana, obviamente también en la denominación del partido adoptando así una definición bilingüe.
Hoy los independentistas del Frunti Nazziunali Sicilianu "Sicilia Ndipinnenti" luchan, sin titubeos, contra los poderes fuertes, por la independencia de Sicilia y contra el imperialismo interior continental. La batalla política del FNS quiere ser francamente demócrata y pacífica. EL FNS cree, en efecto, que sea posible afirmar, con instrumentos democráticos, fuertes renovaciones y cambios de la realidad siciliana y su relación con los pueblos de Europa y el Mediterráneo. El "nacionalismo" en sentido "racista" o el "separatismo" como "separatezza", es rechazado, como empiezas y como regla, del FNS.
EL FNS no tiene finalidad exclusivamente electoral. Tiene pero respeto de la participación electoral como momento empinado de democracia y representatividad popular. En las mismas presencias electorales ha tenido momentos de decorosas y consistentes afirmaciones tal como ha tenido momentos de bajada o estasis. Pero siempre ha hecho oír claramente la misma voz y claramente en todas las competiciones electorales, sea en territorio siciliano sea en el archipiélago siciliano.
El Frunti Nazziunali Sicilianu "Sicilia Ndipinnenti" sigue a teniendo respeto por el voto popular, pero cree que todas las elecciones que se han desarrollado en Sicilia, y en el Sur de Italia, sean deslegitimadas por las intervenciones de la mafia y las asociaciones malavitose, del voto de cambio, de la corrupción, de la instrumentalización de la necesidad, de los fraudes, de las disparidades de oportunidad ofrecidas a las botaduras a candidatos, y a las varias listas de los medios de comunicación y de las instituciones.
A eso se sumen los muchos casos de control del voto y manipulación de las fichas. Sin hablar durante de los no raros episodios de falsificación preventiva de las firmas presentación de las listas. En los últimos tiempos el FNS ha hallado un creciente número de adhesiones y una mayor atención de parte de la sociedad civil, de los jóvenes, de los precarios, de los parados, de los comerciantes, de las mujeres, de los empresarios y generalmente de la Sicilia productiva sobre los puntos programáticos, sobre las propuestas, y sobre las varias iniciativas del Frunti Nazziunali Sicilianu "Sicilia Ndipinnenti."

## Bandera del FNS

Bandera del Frente Nacional Siciliano.

El Frente Nacional Siciliano usa como bandera la bandera con las barras de Aragón, es decir, cinco franjas amarillas y cuatro rojas, pero añadiendo un cantón azul con la Trinacria, símbolo milenario de Sicilia. Esta bandera se ha tomado porque fue en 1295 con el rey Federico II, de la casa de Aragón, la primera vez que el reino de Sicilia no dependía de otro Estado. Por otro lado, esta bandera también fue usada por la unidad combatiente Esercito Volontario per l'Independenza della Sicilia durante la Segunda Guerra Mundial, si bien el Frente es hoy en día pacifista y democrático.